# P.O.T.
P.O.T. fue una banda musical filipina de género rock, activa entre 1996 y 2005. La banda estaba liderada por el cantautor ya fallecido Karl Roy, quien también formó parte integrante de otras bandas musicales como Kapatid. La banda se hizo conocer con una canción reeditada titulada "Yugyugan Na", perteneciente al grupo "The Philippine Advisors", que lo interpretaron en 1977. El 13 de marzo de 2012, su  exvocalista Karl Roy, falleció víctima de un paro cardíaco. En lo que se convirtió, en una leyenda más dentro de la cultura musical del rock filipino.

## Integrantes
- Karl Roy† – Vocalista principal
- Mally Paraguya – Bajo y guitarra
- Francis Reyes – guitarras
- Ian Umali – guitarras
- Jeff Lima – Baterías
- Harley Alarcon – Baterías
- Jayman Alviar – Baterías

### Músicos de estudio
- Tom Vinoya – Teclados
- Jay Gapasin – Percusión

## Discografía

### Álbumes de estudio
- P.O.T. (1997; PolyEast Records)
- Remastered (2005; PolyEast Records)

## Singles
- "Yugyugan Na!"
- "Pastel de pescado"
- "F.Y.B."
- "Hindi Nyo Alam"
- "Sobrecarga"
- "Encantaría ver"
- "Mono en mi espalda"
- "Posse-bilidad"
- "Panaginip"
- "No parpadear"
- "Ulitin"
- "Pedazo de esto"
- "No importa"